# ويليام بابكوك هازن
ويليام بابكوك هازن (بالإنجليزية: William Babcock Hazen)‏ هو ضابط أمريكي، ولد في 27 سبتمبر 1830 في West Hartford, Vermont ‏ في الولايات المتحدة، وتوفي في 16 يناير 1887 في واشنطن العاصمة في الولايات المتحدة.